# Faunova kuća
Faunova kuća (tal. Casa del Fauno), izgrađena u 2. stoljeću prije Krista tijekom samnitskog razdoblja (180. pr. Kr.), bila je velika helenistička palača s peristilom u Pompejima u Italiji. Povijesni značaj ovog impresivnog posjeda nalazi se u mnogim velikim umjetničkim djelima koja su dobro očuvana od pepela erupcije Vezuva 79. godine. To je jedna od najluksuznijih aristokratskih kuća iz Rimske Republike i odražava ovo razdoblje bolje od većine arheoloških dokaza pronađenih čak i u samom Rimu.

## Povijest
Faunova kuća, zajedno s Pansinom kućom i Kućom srebrnog vjenčanja, između ostalih, predstavljaju višu klasu rimskih kuća Republike. Više od 190 godina nakon iskopavanja, kuća se ističe iznimnom izradom i kvalitetom materijala, čak i u usporedbi s drugim plemićkim kućama u Pompejima. Postoje dokazi, ponajviše u istočnim zidovima tetrastilnog atrija, da je nakon potresa u Pompejima 62. godine, Faunova kuća ponovno izgrađena i popravljena, što je otkriveno iskapanjem ispod poda kuće; a zgrada je uništena 79. godine, kada ju je erupcija Vezuva konačno zatrpala. Iako je erupcija bila razorna, slojevi pepela koji su prekrili grad sačuvali su umjetnine, poput mozaika, koji bi inače vjerojatno bili uništeni ili ozbiljno propali zbog protoka vremena.
Brončani kip rasplesanog fauna je ono po čemu je Faunova kuća dobila ime. U središtu atrija nalazi se impluvij od bijelog vapnenca, bazen za skupljanje vode. Kip je pronađen 26. listopada 1830. u blizini jedne strane impluvija i male fontane u sredini. Izvorni kip trenutno se nalazi u Nacionalnom arheološkom muzeju (Museo Archeologico Nazionale) u Napulju, tako da je kip koji se danas vidi u ruševinama kuće kopija. Fauni su duhovi neukroćene šume; tipično su prikazani kao pola ljudi i pola koze. Pismeni i helenizirani Rimljani često su povezivali svoje prikaze fauna s Panom i grčkim satirima, koji su bili divlji sljedbenici grčkog boga vina i drame, Dioniza. To je čisto dekorativna skulptura visokog reda: "poza je lagana i graciozna", primijetio je Sir Kenneth Clark.
Arheolozi su otkrili natpis s cognomenom Saturninus, što sugerira da je prebivalište bilo u vlasništvu važnog roda, ili klana, Satria; pronađen je i prsten s obiteljskim imenom Cassius, što ukazuje da se netko iz obitelji Cassii oženio u gens Satria i živio u Faunovoj kući.
Kuću Fauna prvo je iskopao Njemački arheološki institut 1830. godine.
U kući je pronađeno pet tijela uključujući jednu ženu i tri dječaka.

## Umjetnička djela
Najistaknutije umjetničko djelo pronađeno u Kući Fauna je Aleksandrov mozaik; danas se može vidjeti rekonstruirana verzija mozaika, dok je izvorni mozaik uklonjen s poda na kojem je pronađen i smješten u Nacionalni arheološki muzej u Napulju. U 1830-ima, kada je prvi put otkriven, mislilo se da mozaik predstavlja scenu bitke prikazanu u Ilijadi, ali povjesničari arhitekture su otkrili da mozaik zapravo prikazuje bitku kod Isa 333. pr. Kr. između Aleksandra Velikog i Darija III. od Perzije, koja je dogodila se oko 150 godina prije nego što je sagrađena Faunova kuća. Ovaj mozaik je možda inspiriran ili kopiran s grčke slike dovršene u kasnom 4. stoljeću prije Krista, vjerojatno umjetnika Filoksena iz Eretrije. Za razliku od većine pompejanskih podnih mozaika kasnog drugog i ranog prvog stoljeća, ovaj je mozaik izrađen od tesserae, a ne od uobičajenijeg opus signinuma ili drugih vrsta kamenih krhotina u žbuci.
Aleksandrov mozaik nadopunjuju drugi podni mozaici s nilotskim prizorima i kazališnim maskama. Ostala značajna umjetnička djela iz Faunove kuće uključuju erotskog Satira i Nimfu te riblji mozaik, komad koji vrlo nalikuje ostalim mozaicima u Pompejima.

## Arhitektura
Kuća Fauna bila je najveća i najskuplja rezidencija pronađena u Pompejima, a danas je jedna od najposjećenijih ruševina. Kuća zauzima cijeli gradski blok ili insulu, a unutrašnjost se prostire na oko 3000 m2. Kuća se temelji na dva veličanstvena vrta s kolonadama ili peristilima, jednim jonskim, a drugim dorskim. Također ima dva atrija, toskanski i peristilni atrij. Težište ukrasa kuće, Aleksandrov mozaik, smješten je na središnjoj vizualnoj osi između prvog i drugog peristila, u prostoriji koja se naziva eksedrom. Mozaici na podovima peristila evociraju floru i faunu Nila. Zidne freske iznad ovih pločnika najveći su sačuvani primjer lažnih mramornih ploča karakterističnih za prvi pompejski stil.
Poput mnogih drevnih rimskih kuća, Faunova kuća imala je taberne ili dućane s izlozima i vrlo sofisticiran plan zgrade koji je detaljno opisao mnoge prostorije. Ulaz u Faunovu kuću ukrašen je crvenim i bijelim kamenom na kojem je ispisana latinska poruka “HAVE”, što bi se moglo prevesti kao “Živio!”. Činjenica da ovaj mozaik nije na lokalnim jezicima, oskičkom i samnitskom, izazvala je raspravu među povjesničarima o tome je li postavljen prije rimske kolonizacije Pompeja 80. pr. Kr. ili su vlasnici imali "pretenzije latinske slave".
Kao i drugi bogati aristokrati Rimske republike, vlasnici Faunove kuće u kuću su ugradili privatni sustav kupatila ili balneum. Kupatilo se nalazilo u kućnom krilu desno od ulaza, a ono se zajedno s kuhinjom grijalo velikom peći. Prostorije za poslugu bile su mračne i skučene, a nije bilo mnogo namještaja. Kuća ima prekrasne peristilne vrtove, od kojih je drugi stvoren kao pozornica za recitacije, mime i pantomime. Osim toga, kuća je sadržavala ulazni prolaz, nekoliko spavaćih soba (kubikula), blagovaonica (triklinij) za ljeto i zimu, sobu za primanje (oekus) i ured (tablinum).

## Ostaci
U današnje vrijeme posjetitelji još uvijek mogu istraživati ostatke Faunove kuće u modernim Pompejima, duž Via di Nola. Iako je većina originalnih umjetničkih djela premještena u Nacionalni arheološki muzej u Napulju, najpoznatija djela, poput Plešućeg fauna i Aleksandrovog mozaika, rekreirana su kako bi turistima dali jasniju sliku o tome kakva je kuća izvorno izgledala. Pietro Giovanni Guzzo, jedan od bivših arheoloških nadzornika Pompeja, objasnio je: “Želim da posjetitelji imaju dojam da ulaze u istu luksuznu kuću u kojoj su živjeli drevni pompejski vlasnici prije nego što je uništena erupcijom Vezuva 79. godine.”.

## Galerija
- Mozaik s voćem i maskom (detalj)
- Mozaik "HAVE" (jedna verzija pisanja Ave)
- Opus sectile u vestibulu
- Mozaik pejzaža rijeke Nil
- Detalj s ilustracije iz 1854. Impluviuj s malom fontanom u središtu i kopijom fauna na rubu.[4]

## Daljnje čitanje
- Butterworth, Alex; Laurence, Ray. 2005. Pompeii: The Living City. St. Martin's Press. New York. ISBN 0-312-35585-8
- Hornblower, Simon; Spawforth, Antony. 1996. The Oxford Classical Dictionary. 3rd izdanje. Oxford University Press. Oxford. ISBN 978-0-19-866172-6
- Little, A. M. G. 1935. The Decoration of The Hellenistic Peristyle House in South Italy. American Journal of Archaeology. 39 (3): 360–371. doi:10.2307/498623. JSTOR 498623

## Vanjske poveznice
|  | Zajednički poslužitelj ima još gradiva o temi Faunova kuća |